# Dorfkirche Ottmannshausen

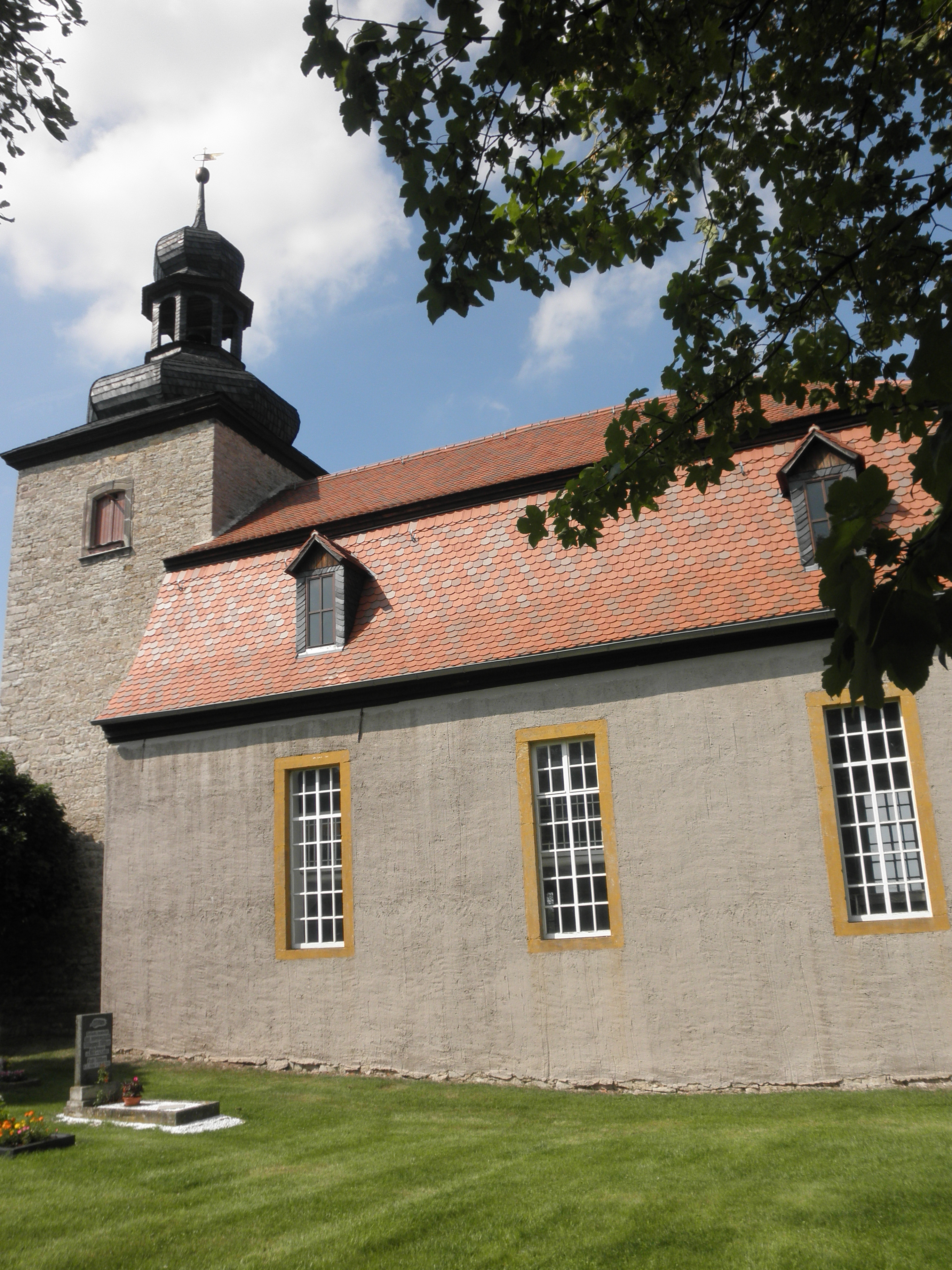
Die Kirche

Die evangelische Dorfkirche Ottmannshausen steht im Ortsteil Ottmannshausen der Landgemeinde Am Ettersberg im Landkreis Weimarer Land  in Thüringen. Sie gehört zum Kirchspiel Mellingen-Umpferstedt im Kirchenkreis Weimar der Evangelischen Kirche in Mitteldeutschland.

## Lage
Die Dorfkirche, von Friedhof und Mauer umgeben, befindet sich im südöstlichen Dorf.

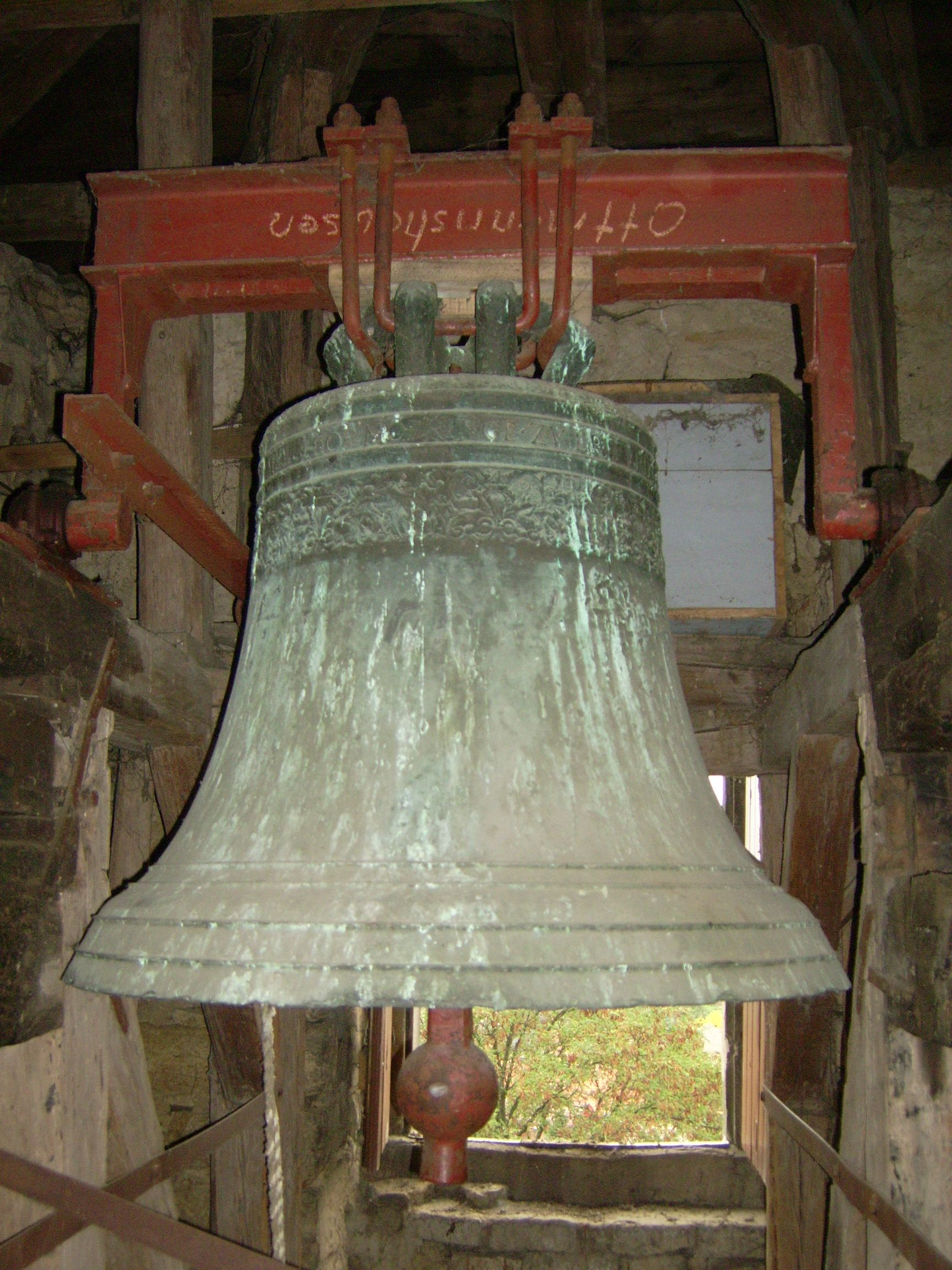
Die Moering[k]-Glocke

## Geschichte
Am Nordeingang der barocken rechteckigen Kirche mit eingezogenem quadratischem Westturm ist die Jahreszahl 1723 eingemeißelt.
Das Innere schmückt ein prächtiger Pyramidenkanzelaltar  von 1725 mit stilisierten Palmen, Engeln, Mose, dem Lieblingsjünger Jesu und dem triumphierenden Christus an der Spitze. Der Altar ist farbig gefasst; die Fußböden im Chorraum mit Schachbrettmustern rostrot und beige gefliest. Die großen Fenster spenden viel Licht in die Räume.
Die Orgel von August Witzmann aus dem Jahr 1867 ist derzeit nicht spielbar. Bei ihrer Weihe vermerkte der Orgelrevisor Johann Gottlob Töpfer: Nach dem Vorstehenden kann gesagt werden, dass H. Witzmann aus Stadtilm und sein Gehilfe Eifert ein in allen Theilen wohlgelungenes Orgelwerk hergestellt haben und daß sich besonders Herr Eifert bei der Ausführung deßelben als ein denkender, geschickter und uneigennütziger Arbeiter gezeigt hat, welcher mit Grund zu weitern Unternehmungen dieser Art empfohlen werden kann.
Die älteste Glocke wurden 1629 von den Erfurter Meistern Hieronymus und Melchior Moering gegossen. Sie wurde im Zweiten Weltkrieg als 11-23-204 nach Hamburg abgeliefert und konnte im Waggon Nr. 65860 am 20.10.49 zurückkehren. Sie wird von einer 1925 von Franz Schilling Söhne (Apolda) als Nr. 5952 gegossenen Bronzeglocke begleitet.